# Persone di nome Veronica
| Questa pagina contiene informazioni ricavate automaticamente dalle voci biografiche con l'ausilio del template Bio e di un bot. L'aggiornamento è periodico e automatico e ricostruisce completamente la pagina. Se manca una persona in questa lista, sei pregato di non aggiungerla, ma accertati piuttosto che la sua voce biografica contenga il template Bio e che i dati anagrafici siano correttamente compilati. Se il template Bio manca, inseriscilo tu stesso o, in alternativa, metti l'avviso {{tmp\|Bio}} che ne segnala la mancanza. Se i dati riportati sono sbagliati, correggi direttamente la voce biografica; le modifiche saranno visibili in questa lista entro pochi giorni. Per chiarimenti vedi il progetto antroponimi. La lista contiene solo le 104 persone che sono citate nell'enciclopedia e per le quali è stato implementato correttamente il template Bio. Pagina aggiornata al 6 giu 2025. |

Questa è una lista di persone presenti nell'enciclopedia che hanno il nome Veronica, suddivise per attività principale.

## Allenatrici di calcio(2)
- Veronica Brutti, allenatrice di calcio e ex calciatrice italiana (Verona, n. 1987)
- Veronica Maglia, allenatrice di calcio e ex calciatrice svizzera (Münsterlingen, n. 1989)

## Artiste(1)
- Veronica Fontana, artista italiana (Parma, n. 1651 - Bologna, † 1690)

## Artiste marziali(1)
- Veronica Vernocchi, artista marziale italiana (Genova, n. 1978)

## Attrici(13)
- Veronica Alicino, attrice statunitense (n. 1965)
- Veronica Bitto, attrice italiana (Milano, n. 1992)
- Veronica Cannizzaro, attrice, doppiatrice e conduttrice televisiva italiana (Roma, n. 1970)
- Veronica Carlson, attrice britannica (Emley, n. 1944 - Bluffton, † 2022)
- Veronica Cartwright, attrice britannica (Bristol, n. 1949)
- Veronica D'Agostino, attrice italiana (Lampedusa e Linosa, n. 1985)
- Veronica Falcón, attrice e coreografa messicana (Città del Messico, n. 1966)
- Veronica Ferres, attrice tedesca (Solingen, n. 1965)
- Veronica Hamel, attrice, produttrice cinematografica e modella statunitense (Filadelfia, n. 1943)
- Veronica Lake, attrice statunitense (Brooklyn, n. 1922 - Burlington, † 1973)
- Veronica Lazar, attrice e psicologa rumena (Bucarest, n. 1938 - Roma, † 2014)
- Veronica Mazza, attrice italiana (Nola, n. 1973)
- Veronica Pivetti, attrice, doppiatrice e conduttrice televisiva italiana (Milano, n. 1965)

## Attrici pornografiche(3)
- Veronica Avluv, attrice pornografica statunitense (Rowlett, n. 1972)
- Veronica Hart, ex attrice pornografica statunitense (Las Vegas, n. 1956)
- Veronica Rayne, ex attrice pornografica statunitense (Newbury, n. 1976)

## Attrici teatrali(1)
- Veronica Rocca, attrice teatrale e regista teatrale italiana (Pinerolo, n. 1964)

## Beate(1)
- Veronica Antal, beata rumena (Nisiporești, n. 1935 - Hălăucești, † 1958)

## Calciatrici(8)
- Veronica Battelani, calciatrice italiana (Imola, n. 2002)
- Veronica Becci, calciatrice e giocatrice di calcio a 5 italiana (Senigallia, n. 1991)
- Veronica Belfanti, calciatrice italiana (Verona, n. 1994)
- Veronica Cantoro, calciatrice italiana (Chieri, n. 1988)
- Veronica Napoli, calciatrice statunitense (Merano, n. 1990)
- Veronica Pasini, calciatrice italiana (Rovereto, n. 2000)
- Veronica Privitera, ex calciatrice e giocatrice di calcio a 5 italiana (Catania, n. 1988)
- Veronica Spagnoli, calciatrice italiana (n. 1996)

## Canoiste(1)
- Veronica Yoko Plebani, canoista, snowboarder e triatleta italiana (Gavardo, n. 1996)

## Canottiere(1)
- Veronica Cochelea, ex canottiera rumena (n. 1965)

## Cantanti(6)
- Veronica Akselsen, cantante norvegese (Skarnes, n. 1986)
- Veronica Ballestrini, cantante e musicista statunitense (New London, n. 1991)
- Veronica Maggio, cantante svedese (Uppsala, n. 1981)
- Veronica Piris, cantante italiana (Narni, n. 1986)
- Veronica Sbergia, cantante e musicista italiana (Bergamo, n. 1977)
- Noemi, cantante italiana (Roma, n. 1982)

## Cantautrici(2)
- Bianca Atzei, cantautrice italiana (Milano, n. 1987)
- Veronica Marchi, cantautrice italiana (Verona, n. 1982)

## Cestiste(2)
- Veronica Burton, cestista statunitense (Newton, n. 2000)
- Veronica Dell'Olio, cestista italiana (Senigallia, n. 1993)

## Cicliste su strada(1)
- Veronica Ewers, ciclista su strada statunitense (Moscow, n. 1994)

## Conduttrici televisive(3)
- Veronica Gatto, conduttrice televisiva e giornalista italiana (Velletri, n. 1976)
- Veronica Gentili, conduttrice televisiva, attrice e regista teatrale italiana (Roma, n. 1982)
- Veronica Maya, conduttrice televisiva e showgirl italiana (Parigi, n. 1977)

## Danzatrici(1)
- Veronica Peparini, ballerina e coreografa italiana (Roma, n. 1971)

## Doppiatrici(2)
- Veronica Puccio, doppiatrice italiana (Roma, n. 1988)
- Veronica Taylor, doppiatrice statunitense (New York, n. 1965)

## Ginnaste(3)
- Veronica Bertolini, ex ginnasta italiana (Sondrio, n. 1995)
- Veronica Mandriota, ginnasta italiana (Monopoli, n. 2005)
- Veronica Servente, ex ginnasta italiana (Torino, n. 1977)

## Giocatrici di curling(1)
- Veronica Zappone, giocatrice di curling italiana (Segrate, n. 1993)

## Giornaliste(2)
- Veronica Gervaso, giornalista e conduttrice televisiva italiana (Roma, n. 1974)
- Veronica Guerin, giornalista irlandese (Dublino, n. 1958 - Dublino, † 1996)

## Golfiste(1)
- Veronica Zorzi, golfista italiana (Verona, n. 1980)

## Judoka(1)
- Veronica Toniolo, judoka italiana (Trieste, n. 2003)

## Karateka(1)
- Veronica Maurizzi, karateka italiana (Bologna, n. 1990)

## Mezzofondiste(1)
- Veronica Inglese, mezzofondista italiana (Barletta, n. 1990)

## Mistiche(2)
- Veronica Giuliani, mistica e badessa italiana (Mercatello sul Metauro, n. 1660 - Città di Castello, † 1727)
- Veronica Negroni da Binasco, mistica italiana (Binasco, n. 1445 - Milano, † 1497)

## Modelle(3)
- Veronica Foster, modella canadese (Montréal, n. 1922 - Toronto, † 2000)
- Veronica Olivier, modella e attrice italiana (Velletri, n. 1990)
- Veronica Webb, supermodella e attrice statunitense (Detroit, n. 1965)

## Nobildonne(1)
- Veronica Cybo-Malaspina, nobildonna italiana (Massa, n. 1611 - Roma, † 1691)

## Nuotatrici(1)
- Veronica Santoni, nuotatrice italiana (Fermo, n. 1998)

## Ostacoliste(2)
- Veronica Besana, ostacolista italiana (Erba, n. 2002)
- Veronica Borsi, ostacolista italiana (Bracciano, n. 1987)

## Pallavoliste(7)
- Veronica Angeloni, ex pallavolista italiana (Massa, n. 1986)
- Veronica Bisconti, pallavolista italiana (Rimini, n. 1991)
- Veronica Buffon, ex pallavolista italiana (Carrara, n. 1975)
- Veronica Costantini, pallavolista italiana (Jesolo, n. 2003)
- Veronica Giacomel, ex pallavolista italiana (Motta di Livenza, n. 1993)
- Veronica Jones, pallavolista statunitense (West Jordan, n. 1997)
- Veronica Minati, pallavolista italiana (Omegna, n. 1983)

## Pittrici(2)
- Veronica Franchi, pittrice italiana
- Veronica Murialdo, pittrice e ceramista italiana (Savona, n. 1811 - † 1892)

## Poetesse(3)
- Veronica Franco, poetessa italiana (Venezia, n. 1546 - Venezia, † 1591)
- Veronica Gambara, poetessa italiana (Pralboino, n. 1485 - Correggio, † 1550)
- Veronica Micle, poetessa e scrittrice romena (Năsăud, n. 1850 - Văratec, † 1889)

## Politiche(4)
- Veronica Escobar, politica statunitense (El Paso, n. 1969)
- Veronica Giannone, politica italiana (Galatina, n. 1981)
- Veronica Rehn-Kivi, politica finlandese (Helsinki, n. 1956)
- Veronica Tentori, politica italiana (Oggiono, n. 1985)

## Registe(1)
- Veronica Bilbao La Vieja, regista e produttrice cinematografica italiana (Roma, n. 1963)

## Religiose(1)
- Veronica Briguglio, religiosa italiana (Roccalumera, n. 1870 - Roccalumera, † 1950)

## Rugbiste a 15(2)
- Veronica Madia, rugbista a 15 italiana (Casalmaggiore, n. 1995)
- Veronica Schiavon, rugbista a 15 italiana (Maserada sul Piave, n. 1982)

## Schermitrici(1)
- Veronica Rossi, schermitrice italiana (Pisa, n. 1978)

## Sciatrici alpine(2)
- Roni Remme, sciatrice alpina canadese (Collingwood, n. 1996)
- Veronica Smedh, ex sciatrice alpina svedese (Sundsvall, n. 1988)

## Scrittrici(3)
- Veronica Galletta, scrittrice italiana (Siracusa, n. 1971)
- Veronica Raimo, scrittrice e traduttrice italiana (Roma, n. 1978)
- Veronica Roth, scrittrice statunitense (New York, n. 1988)

## Sovrane(1)
- Veronica I di Ndongo e Matamba, regina († 1721)

## Taekwondoka(1)
- Veronica Calabrese, taekwondoka italiana (Werdohl, n. 1987)

## Tenniste(1)
- Veronica Burton, ex tennista britannica (Londra, n. 1952)

## Tipografe(1)
- Veronica Baron, tipografa italiana

## Triatlete(1)
- Veronica Signorini, triatleta italiana (Cremona, n. 1989)

## Veliste(1)
- Veronica Fanciulli, velista italiana (Civitavecchia, n. 1994)

## Velociste(2)
- Veronica Campbell-Brown, velocista giamaicana (Trelawny, n. 1982)
- Shanti Pereira, velocista singaporiana (Singapore, n. 1996)

## Senza attività specificata(2)
- Veronica Brenner, ex sciatrice freestyle canadese (n. 1974)
- Veronica Gianmoena, combinatista nordica e ex saltatrice con gli sci italiana (Cavalese, n. 1995)